# Synalpheus grampusi
Synalpheus grampusi är en kräftdjursart som beskrevs av H. Coutière 1909. Synalpheus grampusi ingår i släktet Synalpheus och familjen Alpheidae. Inga underarter finns listade i Catalogue of Life.